# François Noël (jésuite)
Pour les articles homonymes, voir François Noël (homonymie) et Noël (homonymie).
François Noël (dont le nom chinois est Wei Fangjil), né le 18 août 1651 à Hestrud et décédé le 17 septembre 1729 à Lille, était un prêtre jésuite originaire de l'actuel département du Nord en France, missionnaire en Chine. Mathématicien et astronome de formation il est connu également comme sinologue.

## Biographie
Né le 18 août 1651 à Hestrud, actuellement en France mais à l'époque dans les Pays-Bas méridionaux, village actuellement frontalier avec la Belgique.
Il est le troisième enfant sur huit, de Sébastien Noël (décédé en 1677), cultivateur et mayeur (maire) d'Hestrud et d'Anne Deroyer (décédée en 1696), tous deux inhumés dans l'église Saint-Romain d'Hestrud où leur pierre tombale est toujours visible.
Un de ses frères, Jean Noël (mort en 1709), fut également mayeur d'Hestrud.
Deux des frères de François Noël entrèrent dans la Compagnie de Jésus : 
- Bartholomé Noël (1642-1674), assassiné à Douai le 22 mai 1674, d'un coup de mousquet en pleine rue par un soldat luthérien d’un régiment allemand caserné dans la ville.
- Nicolas Noël (1648-1703), mort à Boussu.

François Noël entre dans la Compagnie de Jésus le 20 septembre 1670 au noviciat de Tournai. 
Durant les études qui s’ensuivent  François Noël montre un grand talent littéraire: il écrit poésies et drames en latin et compose même un traité sur l'art dramatique. 
Il est ordonné prêtre à Douai en 1682.

## Missionnaire en Asie
Destiné à la mission du Japon, il arrive à Macao le 9 août 1685. Des difficultés l’empêchent de poursuivre son voyage. Il missionne deux ans dans la région de Canton (Chine) et à Shanghai, où il réitère son désir d'entrer au Japon. La politique isolationniste de ce pays, cependant, rend impossible la réalisation de ce souhait. Appelé à Wuhe dans la province d'Anhui pour s'y occuper des chrétiens, il est chargé de la construction de l’église dont les frais sont pris en charge par un parent éloigné de Paul Xu Guangqi, le mandarin converti et proche collaborateur de Matteo Ricci. L'inauguration de l'église est l’occasion du baptême de quinze avocats chinois avec leur famille. À Wuhe, plusieurs autres familles importantes se convertissent au christianisme. 
En 1700, Noël se trouve à Nanchang dans la province de Jiangxi, où sa communauté chrétienne est composée de savants, d'artisans et de travailleurs éduqués, ce qui nécessite la publication de livres chrétiens. En 1698 Noël avait publié à leur intention son unique livre écrit en chinois : ‘Sur la gravité du péché (publié à Pékin). L'Église chinoise se développe grâce à ses propres ressources. 
Le 6 décembre 1701, Noël part pour Canton, où avec le jésuite allemand Gaspar Castner il fait partie de la délégation envoyée à Rome par quatre évêques de Chine - et au nom des provinces jésuites du Japon et de Chine - pour défendre la position jésuite dans la polémique qui y fait rage autour de la question des ‘rites chinois’. Sa tâche accomplie. il se prépare à repartir pour la Chine. Vers 1707 Noël se trouve à Lisbonne pour y reprendre la mer vers l’Orient. 
Arrivé à Macao le 22 juillet 1707, il apprend que la Chine lui est fermée. L'empereur Kangxi, mécontenté par l’attitude et les décisions du délégué pontifical Thomas Maillard de Tournon, renvoie Noël avec trois autres jésuites (Antonio Francesco Provana, José R. Arxó et Fan Shouyi) à Rome comme ses délégués afin d'y exprimer son désaccord. Repartis de Macao en janvier 1708, le groupe passe par Bahia (Brésil) et arrive à Rome en fin d’année.
La polémique sur les rites chinois ne diminuant pas, alors que le pape souhaitait la conclure, Noël est envoyé enseigner les mathématiques au collège de Prague. C’est là qu’il publie la plupart de ses écrits sur les observations astronomiques effectuées en Chine, sur la philosophie chinoise, et une traduction latine de six auteurs classiques chinois. 

## Fin de sa vie
En 1713, Noël se trouve à Lille pour y demander une nouvelle autorisation de retourner en Chine. Trois années plus tard il est à Lisbonne en route pour l’Orient... mais il y apprend que sa demande est refusée. Il rentre alors à Lille où il poursuit ses recherches et écrits en sinologie. Ses œuvres font preuve d’une connaissance approfondie de la littérature et pensée chinoise.
François Noël meurt à Lille le 17 septembre 1729.

## Écrits
- (en chinois) Renzui zhichong ('De la gravité du péché'), Pékin, 1698.
- Observationes mathematicae et physicae in India et China factae ab anno 1684 usque ad annum 1708, Prague, 1711.
- Sinensis imperii libri classici sex, Prague, 1711.
- Philosophia sinica, Prague, 1711.

Le mémoire préparé pour les autorités de l'Église, en défense de l'approbation donnée par les missionnaires jésuites à la pratique de cérémonies appelées 'culte des ancêtres': 
- Historica notitia rituum et ceremoniarum sinicarum in colendis parentibus ac benefactoribus defunctis, et ipsis sinensium authorum libris desumpta, Prague, 1711.

## Source
- J.W.Witek, « François Noël », dans Diccionario historico de la Compañia de Jesús, vol. III, Roma, IHSI, 2001, p. 2827-2828.